# Louis Ségura
Louis Ségura (n. 23 iulie 1889, Sidi Bel Abbès, Franța – d. 1963) a fost un gimnast artistic ce a reprezentat Franța, medaliat olimpic. A participat la 2 ediții ale Jocurilor Olimpice (1908, 1912) în care a câștigat o medalie de argint și o medalie de bronz.